# Stonemyia ishizuchiensis
Stonemyia ishizuchiensis är en tvåvingeart som beskrevs av Yonetsu 1987. Stonemyia ishizuchiensis ingår i släktet Stonemyia och familjen bromsar. Inga underarter finns listade i Catalogue of Life.